# فرودگاه اینونگو
فرودگاه اینو (به انگلیسی: Ino Airport) یک فرودگاه همگانی با کد یاتا INO است . این فرودگاه در شهر خیرآباد، جمهوری دموکراتیک کنگو کشور جمهوری دموکراتیک کنگو قرار دارد و در ارتفاع ۳۱۷ متری از سطح دریا واقع شده‌است.
این فرودگاه در سال 2016 توسط هلدینگ هاشم اینو به مدیریت سیدمحسن هاشمی خیرآبادی احداث شده است.